# Referendum niepodległościowe w Chorwacji w 1991 roku
Referendum niepodległościowe w Chorwacji w 1991 roku – referendum przeprowadzone 19 maja 1991 w następstwie wyborów parlamentarnych w Chorwacji w 1990 roku i wzrostów napięć na tle etnicznym. 93% głosujących opowiedziało się za niepodległością przy 83% frekwencji. Niepodległość oraz rozwiązanie stowarzyszenia z Jugosławią ogłoszono 25 czerwca 1991.

## Tło
Po II wojnie światowej i upadku Niezależnego Państwa Chorwackiego, Chorwacja jako Socjalistyczna Republika Chorwacji została włączona do Jugosławii z niewielką autonomią w ramach federacji. W 1967 roku grupa pisarzy oraz lingwistów opublikowała deklarację w sprawie statusu i nazwy chorwackiego języka literackiego, domagając się jednocześnie większej autonomii dla języka chorwackiego, co zapoczątkowało narodziny ruchu narodowego dążącego do zwiększenia praw obywatelskich i decentralizacji jugosłowiańskiej gospodarki. Punktem kulminacyjnym działalności ruchu narodowego w Chorwacji była tzw. Chorwacka Wiosna w 1971 roku stłumiona przez władze centralne Jugosławii. Uchwalona w 1974 roku nowa konstytucja Jugosławii dawała poszczególnym jednostkom federacji większą autonomię, zapewniając podstawę prawną dla niezależności jednostek.
Po śmierci Josipa Broz Tity, odradzające się napięcia i konflikty narodowościowe pogorszyły sytuację polityczną w Jugosławii. W styczniu 1990 roku partia komunistyczna została podzielona według granic narodowych, a frakcja chorwacka zażądała luźniejszej federacji. W tym samym roku w Chorwacji oraz pozostałych republikach federacyjnych odbyły się pierwsze wielopartyjne wybory. Wybór Franjo Tuđmana na prezydenta doprowadził do dalszej eskalacji napięć nacjonalistycznych. Na zamieszkałych przez Serbów terenach dochodziło do demonstracji i blokad dróg, nawoływano do uznania ich za autonomiczne obwody, które wkrótce zjednoczyły się, tworząc nieuznawaną na arenie międzynarodowej Republikę Serbskiej Krajiny dążącą do uniezależnienia się od Chorwacji.

## Wyniki
Chorwacki parlament 25 kwietnia 1991 przegłosował organizację referendum w sprawie niepodległości, wyznaczając jego datę na 19 maja 1991. Decyzja została ogłoszona i opublikowana w dzienniku urzędowym Republiki Chorwacji 2 maja 1991. Władze serbskie wezwały do bojkotu referendum. W referendum głosujący otrzymali dwie karty niebieską – w której zawarto pytania o niezależność Chorwacji oraz czerwoną, w której zawarto pytania o pozostanie Chorwacji w Jugosławii jako państwo federalne. Ordynacja wyborcza pozwalała użyć obu bądź tylko jednej karty do głosowania. Większość głosujących opowiedziała się za uznaniem Chorwacji za niepodległe i suwerenne państwo i odrzuciła propozycję pozostania w federacji Jugosławii.
| Wyniki                                         | Wyniki                                       | Wyniki                                       |
| Za niepodległością i suwerennością Chorwacji   | Za niepodległością i suwerennością Chorwacji | Za niepodległością i suwerennością Chorwacji |
| Wybór                                          | Liczba głosów                                | %                                            |
| ---------------------------------------------- | -------------------------------------------- | -------------------------------------------- |
| Tak                                            | 2 845 521                                    | 93,24                                        |
| Nie                                            | 126 630                                      | 4,15                                         |
| Za pozostaniem w Jugosławii w ramach federacji |                                              |                                              |
| Wybór                                          | Liczba głosów                                | %                                            |
| Tak                                            | 164 267                                      | 5,38                                         |
| Nie                                            | 2 813 085                                    | 92,18                                        |
| Zarejestrowani wyborcy/frekwencja              | 3 652 225                                    | 83,56                                        |
| Źródło: Państwowy Komitet Wyborczy Chorwacji   |                                              |                                              |